# Massacre de Jamestown
La massacre de Jamestown, també coneguda com a massacre índia del 1622, va tenir lloc a la colònia de Virgínia el 22 de març del 1622, Divendres Sant. Unes 347 persones, gairebé una tercera part de la població anglesa de zona, van ser assassinades en una sèrie d'atacs sorpresa coordinats que va llançar la confederació powhatan, liderada pel cap indi Opechankanough.
Jamestown (Virgínia) va ser el primer assentament anglès estable a l'Amèrica del Nord (1607), i era la capital de la colònia de Virgínia. Tot i que l'assentament en si mateix va poder minimitzar els efectes de l'atac gràcies a un avís que va arribar a l'últim moment, altres nuclis de població establerts al llarg del riu James, a les dues ribes, van rebre l'atac dels indis; hi van morir homes, dones i nens, i es van cremar cases i collites.
El poble d'Henricus era l'assentament més important del conjunt de comunitats que van rebre la pitjor part dels atacs, després dels quals moltes van ser abandonades. És el cas de Wolstenholme Towne, a uns onze quilòmetres riu avall de Jamestown, una de les poblacions que va quedar més malparada (entre cinquanta i setanta morts); durant el segle XX ha estat objecte de diverses excavacions arqueològiques.

## Antecedents
Després de la primera guerra anglo-powhatan (1609-1613), l'any 1614 el casament de Pocahontas —la filla petita de Wahunsonacock, el rei powhatan— amb el colon John Rolfe va obrir un període de relacions més pacífiques entre els colons anglesos i els indis de la confederació powhatan. El 1618, després de la mort de Wahunsonacock, conegut pels anglesos com el cap powhatan, el seu germanastre Opchanacanough va passar a ser líder de la tribu. Opchanacanough no creia que les relacions pacífiques amb els colons es poguessin mantenir durant gaire temps, i, ja refet de la derrota de la primera guerra anglo-powhatan, durant la qual va ser el cap dels guerrers pamunkey, va planificar la destrucció dels assentaments anglesos. La primavera del 1622, després de la mort del seu conseller Nemattanew a mans d'un anglès, Opchanacanough va llançar una campanya d'atacs sorpresa que va afectar com a mínim trenta-un assentaments i plantacions anglesos al llarg del riu James.

## L'avís a Jamestown
Jamestown, la capital i el principal assentament de la colònia, es va salvar gràcies a un noi indi anomenat Chanco, que tenia l'encàrrec d'assassinar l'home que li donava feina, Richard Pace; Chaco, però, va despertar Pace durant la nit i el va avisar de l'atac imminent. L'anglès, que vivia a l'altra riba del riu James, va amagar la seva família en un lloc segur i va travessar el riu per intentar avisar la resta de la colònia. Jamestown va tenir temps de preparar-se per a l'atac, però els assentaments perifèrics no van poder rebre l'alerta.

## La destrucció dels altres assentaments
Durant l'atac sorpresa, moltes de les comunitats més petites, que bàsicament eren llocs d'avançada de Jamestown, van rebre l'escomesa powhatan, inclosa Henricus i la seva nova escola, on anaven nens indis i els fills dels colons. A la plantació de Martin's Hundred hi va morir més de la meitat de la població, particularment al nucli de Wolstenholme Towne, on només van quedar dretes dues cases i part de l'església. En total, van morir vora quatre-cents colons (un terç de la població blanca) i es van segrestar una vintena de dones que haurien de servir com a esclaves dels indis.

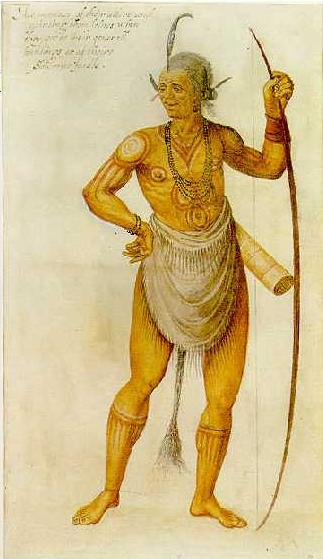
El cap Opchancanough

## Conseqüències
Les diferències culturals entre els nadius americans i els europeus eren tals que quan els powhatan van donar per acabat l'atac no van fer cap altre moviment durant mesos, aparentment convençuts que els colons acceptarien les pèrdues com a senyal que els powhatan eren més poderosos i havien de ser respectats, i que des d'aleshores s'evitarien els conflictes i qualsevol mena de trencament dels acords que mantenien. Amb això van demostrar una greu incomprensió de la mentalitat dels colons anglesos i dels governs d'ultramar que els donaven suport.
Els atacs del 22 de març van destruir la majoria de les collites de primavera dels colons i van provocar que abandonessin bona part dels seus assentaments. Però també van tenir efectes a llarg termini, ja que van reforçar entre els membres de la colònia i també entre els ciutadans d'Anglaterra la idea que els indis eren uns salvatges, i van destruir la bona imatge de la seva cultura que se n'havien començat a crear durant els anys anteriors gràcies a Pocahontas i altres membres de la confederació powhatan. A Henricus, un dels assentaments més allunyats de Jamestown, s'hi havia aixecat una escola força ben equipada per als nens indis i un col·legi per als fills dels colons, però tot aquest esforç es va perdre. Van haver de passar setanta anys perquè s'intentés una experiència similar —el College of William and Mary, actualment una universitat—, que va rebre l'aprovació de la monarquia anglesa gràcies a la iniciativa del rector d'Henrico Parish, James Blair. Per evitar el risc que rebés cap mena d'atac, la nova escola es va establir a Middle Plantation, una ciutat ben fortificada a pocs quilòmetres de Jamestown que al cap d'uns anys es convertiria en la capital de la colònia i passaria a dir-se Williamsburg.

## L'enverinament dels indis
Els colons que van sobreviure a la massacre de Divendres Sant van contraatacar, i durant l'estiu i la tardor del 1622 van llançar ràtzies contra les tribus powhatan, buscant especialment destruir-ne les reserves de gra; van tenir tant d'èxit que van forçar el cap Opchancanough a demanar una negociació. Finalment es van obrir converses per buscar la pau per mitjà d'intermediaris indis, però alguns dels líders de Jamestown, instigats pel capità William Tucker i el doctor John Potts, van enverinar el licor que s'havien de beure els representants powhatan en el brindis cerimonial. La metzina va matar uns dos-cents indis i cinquanta més van morir a mans dels colons, però el cap Opchancanough es va poder escapar.

## Declivi i derrota powhatan
Al cap de dos anys, el 1624, Virgínia va passar a ser colònia reial d'Anglaterra. Aquest canvi suposava que seria la corona anglesa, i no la companyia de Londres per a Virgínia com fins aleshores, qui tindria autoritat directa sobre el territori i, per tant, ara serien els favorits reials els qui podrien treure profit de la colònia. Com passava en la majoria de casos, els colons van continuar sent explotats per al benefici personal d'uns pocs, i els interessos dels powhatan van ser encara més menystinguts. L'expansió cap a terres índies i el trencament dels acords van continuar sent la manera normal de procedir, amb la consegüent irritació de les tribus powhatan.
Malgrat l'increment de la tensió, no hi va tornar a haver un enfrontament d'importància fins al 1644, amb la segona guerra anglo-powhatan, en la qual van morir uns cinc-cents colons anglesos, En aquell moment, les pèrdues ja suposaven menys d'un deu per cent del total de la colònia britànica, i van tenir un impacte considerablement més baix. Opchancanough, que ja era vell i l'havien de transportar amb llitera, va ser capturat i empresonat a Jamestown, on un dels seus carcellers el va assassinar.
La mort d'Opchancanough va marcar clarament l'inici de la continuada i cada vegada més evident decadència de la confederació powhatan, anys enrere poderosa; els seus membres van abandonar la zona, es van anar barrejant gradualment amb els colons o es van retirar a viure en alguna de les poques reserves índies que es van crear a Virgínia, tot i que també aquests territoris eren objecte d'incursions i de confiscació de terres per part de la creixent comunitat blanca.
Actualment, només set tribus de les quaranta que formaven la confederació powhatan estan reconegudes per Virgínia. Les dues reserves més antigues són Pamunkey i Mattaponi, situades entre els rius del mateix nom, dins del comtat de King William però tècnicament independents d'aquest.